# ハッスルパンチ
『ハッスルパンチ』は、1965年11月1日から1966年4月25日までNET系列局で放送されていた東映動画制作のテレビアニメである。全26話。

## 概要
熊のパンチ、鼠のタッチ、イタチのブンが、悪役であるガリガリ博士とドタバタを繰り広げるコメディ作品である。主人公3人の名前はアンタッチャブルに由来する。

## あらすじ
パンチ、タッチ、ブンのみなしご三人組はがらくた置き場にある廃車を家にして仲良く共同生活を送っていた。がらくた置き場の隣に屋敷を構えるガリガリ博士は貴族だったという先祖の威光を取り戻すべく悪事をたくらむが、毎度三人組に邪魔されるため、子分のブラックとヌーに命じてあの手この手で三人を追い出そうとする。

## 放送時間
いずれも日本標準時。
- 月曜 19:30 - 20:00 （1965年11月1日 - 1965年12月27日）
- 月曜 19:00 - 19:30 （1966年1月10日 - 1966年4月25日） - 大丸デパート単独提供アニメ枠『大丸ピーコック劇場』で放送。「タイアップのアニメ史」サイトで判明。
- 本放送の終了後も、1966年7月11日から同年9月26日まで毎週月曜 19:30 - 20:00 に海外ドラマ『密林王国ダクタリ』（19:30 - 20:26）放送開始までのつなぎ番組として再放送されたことがある。

## 登場人物
パンチ
声 - 大山のぶ代
みなしご三人組の一人である熊。とても石頭で、鉄パイプで殴られてもびくともしない。
タッチ
声 - 水垣洋子
みなしご三人組の一人である鼠。体の小ささを生かしてパンチとブンのピンチを救ったりする。また、女の子らしく綺麗好きで洋服を入れるバッグを持っている。
ブン
声 - 久里千春
みなしご三人組の一人であるイタチ。パチンコを武器にブラック達をからかう。
ガリガリ博士
声 - 八奈見乗児
みなしごたちと同じ町に住むオオカミの悪党。先祖は由緒正しい貴族だったらしく、町全部を自分のものにしようと悪事を働く。
同じ東映動画の製作した長編アニメ映画『長靴をはいた猫 80日間世界一周』（1976年）にも登場し、悪役として主人公のペロ達の邪魔を再三に渡って繰り広げた、なお声優は大塚周夫。
ヌー
声 - 神山卓三
ガリガリ博士の部下である豚。アニメ版では縞模様のシャツと右目の眼帯といういでたちである。悪党ではあるが少々ヌケており、意外と優しい一面もある。
ブラック
声 - 大竹宏
ガリガリ博士の部下である黒猫。ピストルを持ち出して三人組を捕まえるが、毎度失敗してしまう。

## スタッフ
- 企画 - 斎藤侑、籏野義文
- 製作担当 - 浦田郁也、原徹
- 美術 - 千葉秀雄
- 音楽 - 小林亜星
- 作画 - 大塚康生、小田部羊一、吉田茂承、芝山努、小林治、宮崎駿、香西隆男 他
- 背景 - 井岡雅宏 他
- 撮影 - 平尾三喜、吉村次郎、篠崎文男、池田重好、杉山健児、白根基万、川上景司
- 編集 - 千蔵豊、鈴木亮、花井正明、古村均
- 録音 - 神原広巳、小西進
- 記録 - 中垣橲代、星田絹代、落合広子、前野美代子、佐伯節子
- 演出助手 - 奥西武、蕪木登喜司、大網郁夫、岡崎稔、川村一雄、笠井由勝、上島昭男、佐々木勝利、及部保雄、西沢信孝
- 進行 - 竹村璋二、久保田弘男、大野清、大辻平八郎、佐藤哲雄、本山昭永、渡辺敏雄、三沢徹夫、佐伯雅久、菅原吉郎
- 原案・キャラクターデザイン - 森やすじ
- 制作 - 東映動画

## 主題歌
オープニング・エンディング「ハッスルパンチの歌」
作詞・作曲 - 小林亜星 / 歌 - 大山のぶ代、久里千春、水垣洋子、西六郷少年合唱団
「パンチ、タッチ、ブンの歌」
作詞 - 若井基成 / 作曲 - 小林亜星 / 歌 - 大山のぶ代、久里千春、水垣洋子
第6話挿入歌。

## 各話リスト
| 話数 | サブタイトル           | 脚本       | 演出              | 作画監督          | 放送日         |
| ---- | ---------------------- | ---------- | ----------------- | ----------------- | -------------- |
| 1    | じゃま者は追い出せ     | 池田宏     | 池田宏            | 森康二            | 1965年 11月1日 |
| 2    | レッドスターの行方     | 勝田稔男   | 勝田稔男          | 森康二 大塚康生   | 11月8日        |
| 3    | ブラックペニーの秘密   | 若井基成   | 宮崎一哉          | 森康二 喜多眞佐竹 | 11月15日       |
| 4    | 走れ!ポンコツカー      | 若井基成   | 西沢信孝          | 森康二            | 11月22日       |
| 5    | 謎の怪盗を追え         | 林弘明     | 白根徳重          | 森康二            | 11月29日       |
| 6    | 消えた札束             | 明比正行   | 明比正行          | 森康二 奥山玲子   | 12月6日        |
| 7    | ガリガリ号航海記       | 池田宏     | 池田宏            | 森康二 小田部羊一 | 12月13日       |
| 8    | 底抜け大サーカス       | 鈴樹三千夫 | 奥西武            | 大塚康生          | 12月20日       |
| 9    | ほらふきブラック       | 柴田夏余   | 矢吹公郎          | 森康二            | 12月27日       |
| 10   | ドーナツを探せ         | 新田義方   | 新田義方          | 森康二 細田暉雄   | 1966年 1月3日  |
| 11   | 鈴とダイナマイト       | 柴田夏余   | 勝田稔男          | 喜多眞佐竹        | 1月10日        |
| 12   | ペッタンコ騒動         | 鈴樹三千夫 | 設楽博            | 奥山玲子          | 1月17日        |
| 13   | 動物改造機             | 押川国秋   | 眞野好央          | 森康二 小林治     | 1月24日        |
| 14   | ハイウェイをすっとばせ | 林弘明     | 宮崎一哉          | 小田部羊一        | 1月31日        |
| 15   | シャックリエキスで乾杯 | 鈴木アヤ   | 矢吹公郎          | 森康二            | 2月7日         |
| 16   | あこがれの外国旅行     | 柴田夏余   | 西沢信孝          | 森康二            | 2月14日        |
| 17   | 九官鳥とネックレス     | 小沢洋     | 明比正行          | 細田暉雄          | 2月21日        |
| 18   | ガリガリ家の遺産       | 勝田稔男   | 勝田稔男          | 芝山努            | 2月28日        |
| 19   | 大物を釣り上げろ       | 鈴樹三千夫 | 奥西武            | 小田部玲子        | 3月7日         |
| 20   | とても愉快な日         | 押川国秋   | 山本寛巳          | 喜多眞佐竹        | 3月14日        |
| 21   | 飛ばせてたまるか       | 新田義方   | 新田義方          | 森康二            | 3月21日        |
| 22   | ぼくはスーパーマン     | 佐渡文彰   | 眞野好央          | 細田暉雄          | 3月28日        |
| 23   | 爆弾はどこだ           | 池田宏     | 池田宏            | 森康二            | 4月4日         |
| 24   | いたずら催眠術         | 若井基成   | 設樂博            | 芝山努            | 4月11日        |
| 25   | 地震売ります           | 小沢洋     | 白根徳重          | 林静一            | 4月18日        |
| 26   | ペッシャンコ大レース   | 鈴木アヤ   | 永木総博 明比正行 | 香西隆男          | 4月25日        |

## 放送局
- NET（制作局）：月曜 19:30 - 20:00 → 月曜 19:00 - 19:30
- 北海道放送：日曜 18:00 - 18:30[2]
- 青森テレビ（1970年5月から放送）：水曜 18:00 - 18:30[3]
- 秋田放送：土曜 18:15 - 18:45（1966年3月時点）[4] → 金曜 17:28 - 17:58（1966年10月時点）[5]
- 山形放送：月曜 17:30 - 18:00[6]
- 東北放送：月曜 18:00 - 18:30（1965年12月 - 1966年2月） → 水曜 18:00 - 18:30（1966年3月 - 6月）[7]
- 福島中央テレビ（1970年2月から3月のサービス期間に9回分放送）：日曜 14:00 - 14:30[8]
- 名古屋テレビ：月曜 19:30 - 20:00 → 月曜 19:00 - 19:30[9]
- 毎日放送：月曜 19:30 - 20:00 → 月曜 19:00 - 19:30[10]
- 山口放送：土曜 18:00 - 18:30（1966年9月時点）[11]
- 九州朝日放送：月曜 19:30 - 20:00 → 月曜 19:00 - 19:30[12]

## 映像ソフト
- 想い出のアニメライブラリー 第54集 ハッスルパンチ DVD-BOX デジタルリマスター版[13]
  - 2016年2月26日発売。ディスク3枚組。解説書付き。パッケージでは主要キャラをカラー化したものが使われている。

## コミカライズ
- 「企画：東映動画」・「原案：森やすじ」・「絵：伊東章夫」名義で、「まんが王」（秋田書店）に連載された。

## 日本国外での状況
それはラテンアメリカに輸出され、「Arriba Pancho」(アップ パンチョ) というタイトルでテレビで放送されました。